# Df (UNIX)
df（disk freeの略）は、呼び出したユーザーが適切な読み取りアクセス権を持つファイルシステムの使用可能なディスク領域の量を表示するために使用される標準のUNIXコマンドである。dfは通常、statfsまたはstatvfsシステムコールを使用して実装される。  

## 歴史
AT&T Unixバージョン1で初めて登場した。Unix系システム用のdfは、1987年の第2版以降、X/Open移植性ガイドの一部となっている。後に、POSIXの最初のバージョンとSingle UNIX Specificationに継承された。
GNU coreutilsにバンドルされているdfのバージョンは、トルビョルン・グランルンド、デビッド・マッケンジー、ポール・エガートによって作成された。このコマンドは、一般的なGNU Unix系ユーティリティのネイティブWin32ポートのUnxUtilsの一部として、Microsoft Windows用の別個のパッケージとして提供されている。  

## 使用法
dfのSingle UNIX Specificationは以下の通りである。  
```
df [-k] [-P|-t] [-del] [file...]  
```

-k
スペースの数値を書き込むときに、デフォルトの512バイト単位ではなく、1024バイト単位を使用する。
-P
標準のポータブルな出力形式を使用する。
file
指定されたファイルを含むファイルシステムの空き容量を書き込む。
UNIXおよびUnix系のオペレーティングシステムでのdfの実装のほとんどには、追加のオプションが含まれている。BSDおよびGNU coreutilsバージョンには、空き容量を適切なSI接頭語（例: 10MB）を用いた対人可読形態で一覧表示する -h、inodeの使用状況を一覧表示する -i、表示をローカルファイルシステムのみに制限する -l が含まれている。GNU dfには、ファイルシステムタイプ情報を一覧表示する -T も含まれているが、GNU dfはデフォルトで1Kブロックでサイズを表示する。  

## 仕様
Single UNIX Specificationでは、元のスペースは512バイトのブロックで報告され、少なくともファイルシステム名と空きスペースの量が報告されることが規定されている。
512バイト単位の使用は歴史的に行われており、lsやその他のユーティリティとの互換性を維持している。これは、ファイルシステム自体が512バイトブロックに基づくことを義務付けるものではない。-kオプションは妥協策として追加された。標準開発者は、System Vでの完全な歴史的一貫性（BSDシステムでの512/1024バイトの混合使用に対して）のため、512バイトが最適なデフォルト単位であり、1024バイト単位に切り替える-kオプションが適切な妥協策であることに同意した。より論理的な1024バイトの量を好むユーザーは、512バイト単位に依存する多くの歴史的スクリプトを壊すことなく、dfをdf -kに簡単にaliasできる。
-Pによる出力は、指定されたファイルシステムごとに1行の情報で構成される。これらの行は次のようにフォーマットされる:
```
<
fs name
>
 
<
total space
>
 
<
space used
>
 
<
space free
>
 
<
percentage used
>
 
<
fs root
>
```

次のリストでは、512バイト単位(-kが指定されている場合は1024バイト)で表されたすべての数量は、次の上位単位に切り上げられる。フィールドの詳細は以下の通りである。
<fs name>
実装定義の形式で表されたファイルシステムの名前。
<total space>
512バイト単位で表されたファイルシステムの合計サイズ。この数字の正確な意味は実装によるが、<space used>、<space free>、および通常ユーザーが使用できないシステムによって予約されたスペースを含む。
<space used>
ファイルシステム内の既存のファイルに割り当てられたスペースの合計量（512バイト単位）。
<space free>
権限のないユーザーが新しいファイルを作成するためにファイルシステム内で使用できるスペースの合計量（512バイト単位）。この数値が0以下の場合、プロセスに適切な権限がない限り、他のファイルを削除せずにファイルシステム上に新しいファイルを作成することはできない。書き込まれる数値は0未満になる場合がある。
<percentage used>
ファイルシステム上のすべてのファイルに現在割り当てられている、通常使用可能なスペースのパーセンテージ。これは、次の分数を使用して計算される。
<space used>/(<space used> + <space free>
パーセンテージで表される。<space free>が0未満の場合、このパーセンテージは100を超える場合がある。パーセンテージ値は正の整数で表され、小数点以下の結果がある場合は、次に大きい整数に切り上げられる。
<fs root>
ファイルシステム階層が表示されるディレクトリ  

### マニュアル
- df —  GNU coreutils（英語）
- df(1): display free disk space – OpenBSD General Commands マニュアル（英語）
- The df Command – The Linux Information Project (LINFO)（英語）